# Vilsk, Cerneahiv
Vilsk (în ucraineană Вільськ) este localitatea de reședință a comunei Vilsk din raionul Cerneahiv, regiunea Jîtomîr, Ucraina.

## Demografie
Componența lingvistică a localității Vilsk
     Ucraineană (98,16%)
     Rusă (1,41%)
     Alte limbi (0,42%)
Conform recensământului din 2001, majoritatea populației localității Vilsk era vorbitoare de ucraineană (98,16%), existând în minoritate și vorbitori de rusă (1,41%).